# Capela de Santa Maria dei Bulgari

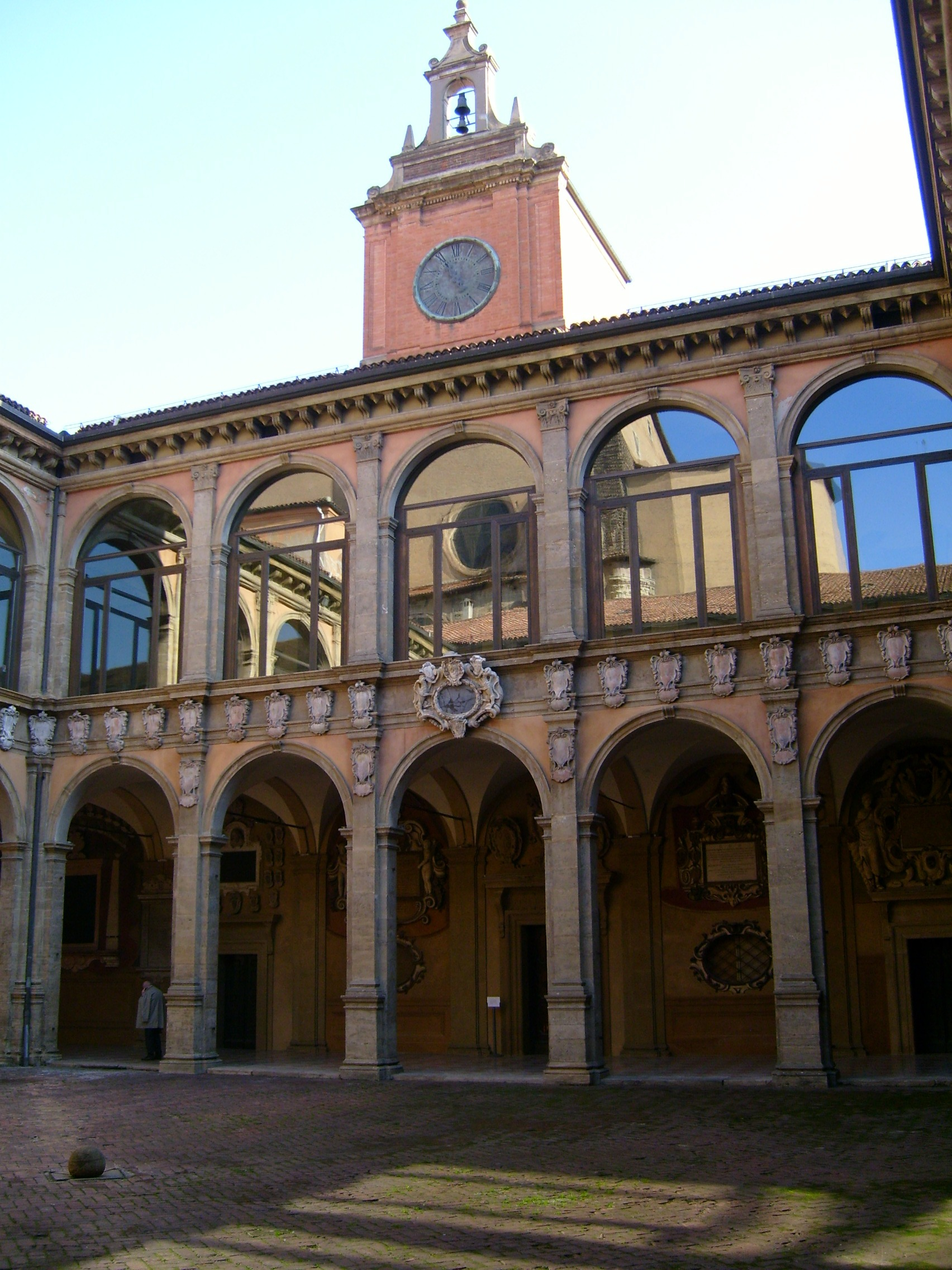
A torre sineira da capela ergue-se acima do salão anatômico.

A Capela de Santa Maria dei Bulgari é a capela universitária da Universidade de Bolonha, localizada no campus universitário, no centro da cidade.
A capela está localizada logo abaixo do antigo Teatro Anatómico no Palácio Archiginnasio de Bolonha e é o coração da universidade. Leva o nome do famoso glosador Búlgaro.